# Кампаня (езеро)
Езерото Кампаня, букв. „Провинциалното езеро“ или езерото на Кашинете (на италиански: Lago di Campagna, Lago di Cascinette, Лаго ди Кампаня, Лаго ди Кашинете) е ледниково езеро в Метрополен град Торино, регион Пиемонт, Северна Италия. Намира на границата между общините Кашинете д'Ивреа и Киаверано, на около 53 км от град Торино.

## Характеристики
Езерото, чиито северни брегове принадлежат на село Киаверано, е част от „Петте езера на Ивреа“ заедно със Сирио, Черното езеро (Лаго Неро), Пистоно и Сан Микеле. Има водна площ от 0,1 km², басейн от 4,1 km², дължина на бреговата ивица от 1,96 км и се намира на 238 м надм. височина. То е ледниково езеро, образувано с изтеглянето на ледника Балтеа. Разположено е в котловина, издълбана от ледника в скалистите хълмове на Мореновия амфитеатър на Ивреа и неговото образуване е тясно свързано с геоложката история на този забележителен моренов релеф.
Кампаня представлява зона от зоологически, геоложки и ботанически интерес. Този район е идеално местообитание на много видове птици и предоставя възможност за наблюдение на забележителната фауна на района. Поради това то заедно с останалите езера на Ивреа (с изключение на езерото Сан Микеле) е определено като Местообитание от интерес за Общността (код IT1110021). В бъдеще Кампаня, заедно с останалите 4 езера на Ивреа, ще бъде включено в Природния парк на Петте езера на Ивреа (Parco naturale dei Cinque Laghi di Ivrea) под ръководството на Метрополен град Торино.

## Туризъм
От плажа близо до гробището на село Кашинете д'Ивреа се открива гледка към замъка Сан Джузепе, кацнал на хълма и към Предалпите на заден план. Възможно е да се направи разходка от около 2 часа пеша по езерния пръстен (Anello del Lago di Campagna) по лесно проходима пътека, която се изкачва по базалтовите скали вдясно и води чрез обозначения до езерото Сирио. От пейките на езерото или от скалистия нос вляво от входа може да се наблюдава залезът. Малко по-нататък, на другия му вход, е разположена зона за пикник, поддържана от Община Кашинете.
Любителският спортен риболов е позволен на притежателите на риболовен билет (на италиански: licenza di pesca governativa). Във водите на Кампаня има голямо присъствие на черен костур, съчетано с умерено присъствие на средни по големина щуки, и за тях е препоръчителен спининг риболовът. Има също и малки шарани и червеноперки, за които се препоръчва техники с докосване (al tocco), характерни за английските езера. В разгара на зимата водите на езерото замръзват на повърхността, а през лятото придобиват зеленикав цвят от микро водорасли.